# Marinha Imperial de Manchukuo
A Marinha Imperial de Manchukuo (chinês tradicional: 江上軍, pinyin: Jiāngshàng Jūn) foi a marinha do estado-fantoche japonês de Manchukuo.
Como a parte sul da Península de Liaodong era governada pelo Japão como Território Alugado de Kwantung, deixando Manchukuo com muito pouco litoral, a liderança do Exército Japonês de Kwantung considerava o desenvolvimento de uma marinha de Manchukuo como tendo uma prioridade militar muito baixa, embora fosse politicamente desejável criar pelo menos uma força nominal como símbolo da legitimidade do novo regime.

## História
Quando o Exército Imperial Japonês invadiu a Manchúria em 1931, eles foram acompanhados por um destacamento da Marinha Imperial Japonesa (MIJ), que fornecia a defesa costeira. Contudo, a principal exigência naval da Manchúria era a defesa do seu extenso sistema fluvial fronteiriço com a União Soviética. Imediatamente após o Incidente da Manchúria de 1931, o vice-ministro da Marinha do Nordeste do Kuomintang, Shen Honglie, e o comandante da frota, Xian Gongzhe, abandonaram seus postos. O comandante local do Kuomintang, capitão Yin Zuqian, reuniu-se com as forças japonesas e concordou em entregar sua frota de cinco canhoneiras fluviais à Marinha Imperial Japonesa em Harbin em 15 de fevereiro de 1932. Esta flotilha formou o núcleo da Frota de Defesa do Rio Sungari (em chinês:  江防艦隊) sob o Estado da Manchúria.

Bandeira da guarda costeira de Manchukuo

A Marinha Imperial Manchukuo foi criada em 15 de abril de 1932, pela proclamação da "Lei das Forças Armadas Manchukuoan" pelo Imperador Pu Yi, que também assumiu o papel de comandante supremo. O carro-chefe da frota era o contratorpedeiro Hai Wei, anteriormente Kashi, um  MomoMomo da Marinha Imperial Japonesa. No entanto, a defesa costeira de Manchukuo permaneceu em grande parte nas mãos da 3ª Frota da China (Norte) do MIJ.

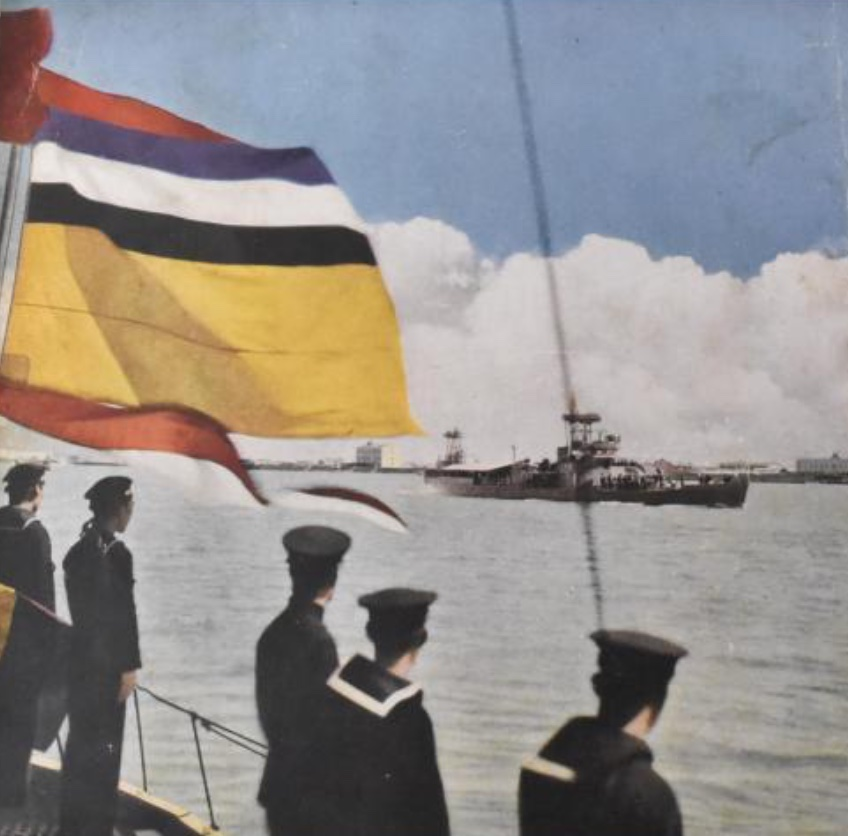
Bandeira da Marinha Manchukuo. Foto tirada em 28/09/1935 na Revisão Naval de Manchukuo no rio Sungari. Disparado do navio de guerra TING-PIEN, onde Pu Yi estava a bordo.

A Frota Sungari atuou nos rios Sungari, Amur e Ussuri desde 1933 e recebeu canhoneiras adicionais do Japão. No entanto, revelou-se irremediavelmente inadequado durante a Pacificação de Manchukuo, e os japoneses instituíram numerosos programas de treino numa tentativa de aumentar as suas capacidades. Oficiais japoneses da reserva ou aposentados foram designados para a Frota Sungari, e cadetes Manchukuo foram enviados para estudar navegação e artilharia na Academia da Marinha Imperial Japonesa.
Em novembro de 1938, as unidades da IJN foram retiradas de Manchukuo, aparentemente porque os níveis de treinamento da Marinha Imperial Manchukuo haviam subido para níveis aceitáveis, mas na realidade por causa do conflito político em curso entre o exército e a marinha japoneses sobre quem tinha o controle sobre a Manchúria. Em novembro de 1939, a marinha ficou sob o controle do Exército Imperial Manchukuo, e foi renomeada como Força Fluvial (em chinês:  江上軍).
Em 1942, a maior parte do pessoal japonês restante que servia na Força Fluvial também foi retirada. Como metade de sua classe de oficiais era japonesa, isso deixou uma enorme lacuna nas capacidades e o desempenho da Força Fluvial deteriorou-se rapidamente. Muitos navios tornaram-se inoperantes e seus canhões antiaéreos foram desmontados e usados em operações terrestres. Na época da invasão soviética da Manchúria, a Força Fluvial estava completamente despreparada para o combate, e se desintegrou diante das forças soviéticas esmagadoramente superiores.

## Flotilha Principal da Marinha Manchukuo

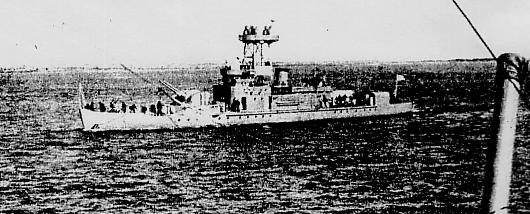
Navio da Marinha Imperial Manchukuo

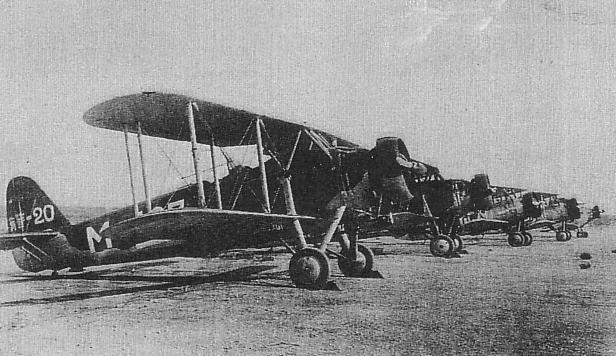
Aichi D1A da Marinha Imperial Manchukuo

### Forças de Defesa Costeira
- Sede: Base Naval de Yingkou, Fengtian
- Base Secundária: Base Naval de Hulutao, Fengtian
  - Carro-chefe: DD Hai Wei
- 2ª Divisão de Patrulha (Mar)
  - YP Hai Lung
  - YP Hai Feng
  - YP Li Sui
  - YP Lin Chi
- 3 Divisão de Patrulha (Mar)
  - YP Kuan Ning
  - YP Kuan Ching
  - YP Chian Tung
- 4 Divisão de Patrulha (Mar)
  - YP Hai Kuang
  - YP Hai Jui
  - YP Hai Jung
  - YP Hai Hua
- 5 Divisão de Patrulha (Mar)
  - YP Daichii
  - YP Kaihen
  - YP Kaini
  - YP Ta Tung
  - YP Li Ming

### Patrulha de Defesa do Rio da Marinha de Manchukuo
- Base Yingkou e Dandong, Fengtian
- 1ª Divisão de Patrulha (Rio Sungari)
  - PR Ting Pien
  - PR Ching Hen
  - PR Shun Tien
  - PR Yan Ming
- A Frota do Rio Sungari operava carros blindados nos rios congelados durante o inverno, quando suas canhoneiras não podiam ser posicionadas.

## Unidades Terrestres da Marinha Imperial de Manchukuo
As unidades terrestres da Marinha Imperial Manchu foram formadas por tripulações japonesas e manchus, juntamente com a polícia naval de segurança Manchukuo. Eles foram encarregados de vigiar portos e bases navais e de proteger barragens. Organizados em duas unidades de 500 homens cada, estavam armados com armas leves e metralhadoras.